# Edie Adams
Edie Adams (Edith Elizabeth Enke: Kingston, de Pensilvania, 16 de abril de 1927-Los Ángeles, 15 de octubre de 2008) fue una cantante, comediante y actriz teatral, televisiva y cinematográfica de nacionalidad estadounidense. Fue conocida por sus imitaciones de estrellas teatrales y televisivas, entre las que destaca la que realizó de Marilyn Monroe.

## Biografía

### Inicios
Su verdadero nombre era Edith Elizabeth Enke y nació en Kingston (Pensilvania). Sus padres eran Sheldon y Ada (Adams) Enke. La familia vivió un tiempo en Grove City (Pensilvania) y en Nueva York antes de mudarse a Tenafly, Nueva Jersey, donde Adams finalizó la educación secundaria. Aprendió con su madre canto y piano, ambas formaban parte del coro de la iglesia presbiteriana de Grove City.
Edie estudió en la Escuela Juilliard y se graduó en la Universidad de Columbia. Adams estudió también en el Actors Studio de Nueva York y en la Traphagen School of Fashion Design, donde aprendió diseño y costura. Inicialmente no sabía si dedicarse a la moda o a la música, por lo que eligió tirando una moneda al aire, ganando la música. En 1950 ganó el concurso de belleza "Miss U.S. Television", gracias a lo cual pudo actuar con Milton Berle en el programa Texaco Star Theater. Una de las primeras actuaciones televisivas de Adams llegó en el show de Arthur Godfrey Talent Scouts. Tras verla el productor del show de Ernie Kovacs Three To Get Ready, fue invitada a hacer una prueba, tras la cual entró a formar parte del programa en julio de 1951.

### Edie y Ernie
Adams empezó a trabajar con regularidad en la televisión junto al humorista Ernie Kovacs y al pionero de los talk shows, Jack Paar. Adams y Kovacs se casaron el 12 de septiembre de 1954 en México, D.F.. Era el segundo matrimonio de Kovacs, y la unión duró hasta el fallecimiento del humorista en un accidente de tráfico ocurrido el 13 de enero de 1962.
La pareja recibió una nominación al Premio Emmy en 1957 por sus actuaciones en una serie humorística. En 1960 ambos actuaron como ellos mismos en el último especial producido por Lucille Ball y Desi Arnaz,  "Lucy/Ricky Ricardo", emitido por la cadena Columbia Broadcasting System.
Tras fallecer Kovacs, su cadena televisiva, la American Broadcasting Company, concedió a Adams un show propio, Here's Edie, por el que fue nominado en cinco ocasiones al Emmy. Además, Adams interpretó una larga serie de anuncios publicitarios para la marca de cigarros Muriel.
En años posteriores, Adams hizo esporádicas actuaciones televisivas en programas como La Isla de la Fantasía, The Love Boat, Murder, She Wrote, y Designing Women.
Adams fue también actriz del circuito de Broadway. Actuó en Wonderful Town (1953) junto a Rosalind Russell (por el que ganó el Theatre World Award), y en Li'l Abner (1956), por el que obtuvo el Premio Tony a la mejor actriz en un musical.  También fue el hada madrina en la versión televisiva de la obra de Richard Rodgers y Oscar Hammerstein II Cinderella (1957). Adams también pensaba actuar en la versión cinematográfica de Li'l Abner, pero hubo de olvidar el proyecto debido al nacimiento de su hija, Mia Susan Kovacs.
En cine, hizo papeles de reparto en varios filmes de la década de 1960, entre ellos el de secretaria de Fred MacMurray en el film ganador de varios Oscar The Apartment (1960), y el de esposa del candidato presidencial Cliff Robertson en The Best Man (1964). En 2003, como una de las supervivientes del reparto de la comedia El mundo está loco, loco, loco, Adams se reunió con los actores Marvin Kaplan y Sid Caesar para conmemorar el 40 aniversario de la película. 
Poco después de fallecer su marido, Adams ganó una desagradable batalla legal contra la exesposa de Kovacs por la custodia de sus hijastras, Kip Raleigh "Kippie" Kovacs (1949-2001) and Elizabeth ("Bette"). La exesposa previamente había secuestrado a las niñas durante una visita; Adams y Kovacs habían trabajado incansablemente para localizar a sus hijas y devolverlas a la custodia de su padre.
Además, tras fallecer Kovacs, Adams hubo de trabajar años para poder pagar las deudas fiscales que su marido tenía con el Internal Revenue Service, rechazando las ayudas que sus amistades del mundo del espectáculo le ofrecieron para superar sus problemas económicos.

### Empezando de nuevo
Adams montó sus propios negocios: Edie Adams Cosmetics, un sistema de venta puerta a puerta, y los salones de belleza Edie Adams Cut 'n' Curl a partir de 1967. La actriz también poseía una granja de 160 acres en California y era la portavoz de las nueces Sun Giant. Gracias a los 20 años durante los que anunció los cigarros Muriel y a sus exitosos negocios, Adams superó sus problemas económicos y en 1989 era millonaria.
Tuvo dos matrimonios posteriores, uno, breve, con el fotógrafo Martin Mills y otro posterior con el trompetista Pete Candoli, con quien actuó en una producción itinerante del musical de Cole Porter Anything Goes. Tuvo dos hijos: Mia Susan Kovacs, nacida en 1959, muerta en accidente de circulación en 1982,  y Joshua Mills.

## Fallecimiento
Edie Adams falleció en Los Ángeles, California, en 2008 a causa de un cáncer y una neumonía. Tenía 81 años de edad. Fue enterrada en el cementerio Forest Lawn Memorial Park de Hollywood Hills, Los Ángeles.

## Filmografía
| - Three to Get Ready (1951-1952) - Ernie in Kovacsland (1951) - Kovacs On the Corner (1952) (cancelado a los tres meses) - The Ernie Kovacs Show (1952-1956) - The Guy Lombardo Show (1956) - Cinderella (1957) - The Garry Moore Show (1958) - The Gisele MacKenzie Show (1958) - The Pat Boone Chevy Showroom (1958) - The Dinah Shore Chevy Show (1958) - The Art Carney Show (1959) - Lucy-Desi Comedy Hour (1960) - Take a Good Look (panelista entre 1960 y 1961) - The Spiral Staircase (1961) - Here's Edie (1963-1964) - Evil Roy Slade (1972) - Cop on the Beat (1975) - Superdome (1978) - Fast Friends (1979) - The Seekers (1979) - Kate Loves a Mystery (1979) - Make Me an Offer (1980) - Portrait of an Escort (1980) - A Cry for Love (1980) - The Haunting of Harrington House (1981) - As the World Turns (miembro del reparto en 1982) - Shooting Stars (1983) - Ernie Kovacs: Between the Laughter (1984) - Adventures Beyond Belief (1987) - Jake Spanner, Private Eye (1989) - Tales of the City (1993) (miniserie) | - Showdown at Ulcer Gulch (1956) - The Apartment (1960) - Lover Come Back (Pijama para dos) (1961) - Call Me Bwana (1963) - Under the Yum Yum Tree (Adán también tenía su manzana) (1963) - El mundo está loco, loco, loco (1963) - Amores con un extraño (1963) - The Best Man (1964) - Made in Paris (Cita en París) (1966) - The Oscar (1966) - The Honey Pot (Mujeres en Venecia) (1967) - Up in Smoke (Como humo se va) (1978) - Racquet (1979) - The Happy Hooker Goes Hollywood (1980) - Boxoffice (1982) - Broadway: The Golden Age, by the Legends Who Were There (2003) |